# Clovis Brunel
Clovis Brunel (Amiens, 19 de febrer de 1884 – Boissise-le-Roi, 1 de desembre de 1971) fou un romanista, occitanista i medievalista francès.

## Vida
Clovis Brunel va estudiar a l'École des Chartes, i el 1908 va llegir la tesi de l'escola amb el títol Catalogue des actes des comtes de Ponthieu, XIe siècle-1279. Els seus primers treballs, com aquesta tesi, es dedicaren a la història de Picardia, la seva regió d'origen, però fou destinat com a arxiver a Mende, i després a Poitiers, i això el va fer descobrir la literatura i la història occitanes. Moltes de les seves publicacions tenen relació amb documents històrics occitans (Les premiers exemples de l'emploi du provençal dans les chartes, Le plus ancien acte original en langue provençale, o, el més conegut i encara utilitzat, Les plus anciennes chartes en langue provençale). Recollí també una Bibliographie des manuscrits littéraires en ancien provençal i també fou editor de textos literaris occitans com el Jaufré.

Després de ser mobilitzat i ferit a la guerra, de 1916 i fins a 1954, any de la seva jubilació, fou professor de Filologia Romànica a l‘Ecole des Chartes com a successor de Paul Meyer; a partir de 1930 en fou també director. A més, des de 1924 fins a 1954 fou director d'estudis de "llengües i literatures meridionals" (= occitans) a l‘École pratique des hautes études com a successor d'Alfred Morel-Fatio.

Des de 1937 fou membre de l‘Académie des inscriptions et belles-lettres, que presidí el 1948; a partir de 1954, membre corresponent de l'Institut d'Estudis Catalans i, des de 1962, membre d'honor de la Societat General d'historiadors de Suïssa.

## Obra

### Com a editor de textos literaris
- (Editor) Les miracles de saint Privat. Suivis des Opuscules d'Aldebert III, évêque de Mende, París: A Picard,1912
- (Editor) Bertran de Marseille, La vie de sainte Énimie. Poème provençal du XIIIe siècle, París: Honoré Champion, 1916 (reed. 1970) (Classiques Français du Moyen Âge)
- (Editor) La fille du comte de Ponthieu, nouvelle du XIIIe siècle, París: Honoré Champion, 1926 (reed. 1968)
- (Editor) Jaufré. Roman arthurien du XIIIe siècle en vers provençaux, París: Société des Anciens Textes Français, 1943

### Com a editor de documents no literaris
- "Documents linguistiques du Gévaudan", Bibliothèque de l'Ecole des chartes 77, 1916
- Recueil des actes des comtes de Pontieu, 1026-1279, París: Imprimerie Nationale, 1930 [reelaboració de la tesi de l'École des chartes]
- Les plus anciennes chartes en langue provençale. Recueil des pièces originales antérieures au XIIIe s., París: Picard 1926; Supplément, París 1952; (Reprint: Ginebra 1973)
- Recueil des actes de Charles II le Chauve, roi de France, 3 volums. París 1943, 1952, 1955
- (Director) Recueil des actes de Philippe-Auguste, roi de France, París, Imprimerie nationale, 1916--
- (Editor) Recettes médicales, alchimiques et astrologiques du XVe siècle en langue vulgaire des Pyrénées, Tolosa, E. Privat, 1956

### Altres
- Bibliographie des manuscrits littéraires en ancien provençal, Liège/París: Droz 1935, (reed. Ginebra 1973)